# Emily Strange
Emily Strange je alternativní komiksová postava pocházející z USA. Vymyslel ji Rob Reger a od té doby, co se vydal první komiks s názvem Emily Strange, jde tato postava do businesového popředí. Většina obyčejných smrtelníků ji nechápe a chápat asi nechce, avšak v srdcích alternativců své místo již dávno má.

## Popis
Narodila se 13. května (pátek 13.). Je jí 13 let, většina věcí kolem ní se vyskytuje v tomto počtu. Nosí pouze černé krátké šaty, černé silonky, bílé boty značky Mary Jane a černé vlasy s ofinou. Kam se mihne jsou všude kolem ní čtyři černé kočičky  Mystery, Miles, NeeChee a Sabath. Miluje své kočičky. Ráda působí tajemně.

## Charakter
Žije se svou matkou, které říká Patti v Tupesech, ale neustále se stěhují. Ve svém temném pokoji stále hledá využití pro Černý kámen, což je chemická látka, která pohání spoustu jejích vynálezů jako je třeba Časostroj nebo Divnohled. Emily je drzá, respektuje jen to, co uzná za vhodné, a má různé podivné, temné nápady. Na své 4 kočičky nedá dopustit, a proto jsou všude kolem ní.  Emily vyznává znuděnost, temnotu, ztracenost, horory, rock a podivínství. Je svá a neřídí se podle trendů. Je velmi inteligentní a požívá různé nadávky, které si improvizovaně vymyslela (např. "Doparoma pazdrát" atd.). Jinak je velmi samotářská a nespolečenská. Má také ráda „naschvály“, a proto v levé ruce (kterou také píše) často drží prak. Její velkou vášní je tropení žertíků a vynalézání (Divnohled, Duplikátor, nekapající svícen apd.). Vše kolem ní je černo-červené a nesnáší bílou barvu. Do školy nechodí, i když se o to několikrát pokoušela. Uznává samostudium, neboť v normální škole ji nikdo věci, které potřebuje, nenaučí. Ve třech letech byla postaršena a od té doby je úplně samostatná, ačkoliv život s mámou se jí zamlouvá. Deníky Emily Strange mají 4 díly: Ztracené dny, Divná a divnější, Temno a Výměna názorů.